# Ala Apriana
Die Ala Apriana [Claudiana] [Provincialis] (deutsch Ala des Aper [die Claudianische] [zur Provinz gehörend]) war eine römische Auxiliareinheit. Sie ist durch Militärdiplome, Inschriften und Papyri belegt.

## Namensbestandteile
- Apriana: des Aper. Die Reitereinheiten der Gallier wurden oft nach einem ihrer ersten Kommandeure benannt; hier war es ein ansonsten unbekannter Aper, nach dem die Ala benannt wurde.

- Claudiana:[1] die Claudianische.

- Provincialis: zur Provinz gehörend. Der Zusatz kommt in den Militärdiplomen von 157/161 und 179 vor.

Da es keine Hinweise auf den Namenszusatz milliaria (1000 Mann) gibt, war die Einheit eine Ala quingenaria. Die Sollstärke der Ala lag bei 480 Mann, bestehend aus 16 Turmae mit jeweils 30 Reitern.

## Geschichte
Die Ala wurde vermutlich unter Augustus, möglicherweise auch schon früher, aufgestellt; die Soldaten waren bei Aufstellung der Einheit aus den verschiedenen Stämmen der Gallier rekrutiert worden. Die Einheit war seit der Regierungszeit des Claudius oder Nero in der Provinz Aegyptus stationiert. Sie ist auf Militärdiplomen für die Jahre 83 bis 206 n. Chr. aufgeführt. In den Diplomen wird die Ala als Teil der Truppen (siehe Römische Streitkräfte in Aegyptus) aufgeführt, die in der Provinz stationiert waren.
Letztmals erwähnt wird die Einheit in der Notitia dignitatum mit der Bezeichnung Ala Apriana für den Standort Hipponos. Sie war Teil der Truppen, die dem Oberkommando des Comes limitis Aegypti unterstanden.

## Standorte
Standorte der Ala in Aegyptus waren möglicherweise:
- Hipponos: Die Einheit wird in der Notitia dignitatum für diesen Standort aufgeführt.
- Oasis Minor: Eine Abteilung der Einheit war 213 in Oasis Minor stationiert.[1]

## Angehörige der Ala
Folgende Angehörige der Ala sind bekannt:

### Kommandeure
- T(itus) Helvius Lucanus, ein Präfekt (um 170) (CIL 3, 49)

### Sonstige
| - Acamantis, ein Decurio - C. Valerius Longus, ein Reiter - Dionysius - Iulius Agrippina (um 120) - L. Herennius Valens, ein Decurio - M. Trebius Heraclides, ein Reiter | - Q(uintus) Aebutius I[], ein ehemaliger Decurio (AE 1980, 896) - Sempronius Sabinus (um 120) - Sex(tus) Mevius Domit{t}ius, ein Reiter und Signifer (CIL 3, 6026) - Travianus, ein Decurio - Valerius Longus (um 120) - Volumnius, ein Decurio |